# 860 Ursina
Ursina (asteróide 860) é um asteróide da cintura principal com um diâmetro de 29,32 quilómetros, a 2,489489 UA. Possui uma excentricidade de 0,1091712 e um período orbital de 1 706,33 dias (4,67 anos).
Ursina tem uma velocidade orbital média de 17,81700731 km/s e uma inclinação de 13,31523º.
Esse asteróide foi descoberto em 22 de Janeiro de 1917 por Max Wolf.